# France Cars
 (juin 2023).
Il peut être nécessaire de l'améliorer pour respecter le principe de neutralité de point de vue. Veuillez consulter la page de discussion pour plus de détails.

 (juin 2023).
La mise en forme du texte ne suit pas les recommandations de Wikipédia : il faut le « wikifier ».
Les points d'amélioration suivants sont les cas les plus fréquents. Le détail des points à revoir est peut-être précisé sur la page de discussion.
- Les titres sont pré-formatés par le logiciel. Ils ne sont ni en capitales, ni en gras.
- Le texte ne doit pas être écrit en capitales (les noms de famille non plus), ni en gras, ni en italique, ni en « petit »…
- Le gras n'est utilisé que pour surligner le titre de l'article dans l'introduction, une seule fois.
- L'italique est rarement utilisé : mots en langue étrangère, titres d'œuvres, noms de bateaux, etc.
- Les citations ne sont pas en italique mais en corps de texte normal. Elles sont entourées par des guillemets français : « et ».
- Les listes à puces sont à éviter, des paragraphes rédigés étant largement préférés. Les tableaux sont à réserver à la présentation de données structurées (résultats, etc.).
- Les appels de note de bas de page (petits chiffres en exposant, introduits par l'outil «  Source ») sont à placer entre la fin de phrase et le point final[comme ça].
- Les liens internes (vers d'autres articles de Wikipédia) sont à choisir avec parcimonie. Créez des liens vers des articles approfondissant le sujet. Les termes génériques sans rapport avec le sujet sont à éviter, ainsi que les répétitions de liens vers un même terme.
- Les liens externes sont à placer uniquement dans une section « Liens externes », à la fin de l'article. Ces liens sont à choisir avec parcimonie suivant les règles définies. Si un lien sert de source à l'article, son insertion dans le texte est à faire par les notes de bas de page.
- La présentation des références doit suivre les conventions bibliographiques. Il est recommandé d'utiliser les modèles {{Ouvrage}}, {{Chapitre}}, {{Article}}, {{Lien web}} et/ou {{Bibliographie}}. Le mode d'édition visuel peut mettre en forme automatiquement les références.
- Insérer une infobox (cadre d'informations à droite) n'est pas obligatoire pour parachever la mise en page.

Pour une aide détaillée, merci de consulter Aide:Wikification.
Si vous pensez que ces points ont été résolus, vous pouvez retirer ce bandeau et améliorer la mise en forme d'un autre article.
France Cars est une société Française de location de voiture et de camion de déménagement basée à Lesquin, filiale d'Avis Budget Group, aux côtés d'autres entreprises du secteur comme  Avis, Budget. France Cars se concentre sur la France, avec 71 agences de location de véhicule présentes sur le territoire français.

## Histoire
1952 : Raymond Jardin fonde une entreprise familiale dans un garage lillois et décide de mettre sa camionnette en location, donnant ainsi naissance à France Cars. L'entreprise s'est successivement appelée Auto-Hall, puis Le Hall de l'Auto avant d'adopter son nom final : France Cars.
1980 à 2004 : Jusqu'aux années 80, l'activité de France Cars est essentiellement régionale et se concentre sur Lille. Ouverture de 20 agences en France, permettant à France Cars de se développer à travers le pays.
2012 : France Cars fait partie des premiers loueurs de véhicules à avoir proposé la location de voiture électrique en France avec la mise à disposition de ses clients de la Renault Twizy dans le cadre d'un partenariat avec la marque automobile .
2016 : Avis Budget Group annonce l'acquisition de France Cars ,, alors que l'entreprise possède 60 agences et une flotte de 8 000 véhicules. Cette acquisition est soumise à la consultation des représentants des employés de France Cars, à l'autorisation de l'Autorité de la concurrence et se finalise en fin d'année.
Avec cette acquisition, Avis Budget Group devient propriétaire de la deuxième plus grande flotte de véhicules utilitaires légers en France.
2022 : France Cars devient fournisseur officiel de la Fédération Française de Handball et associe son image dans le cadre de campagnes d'activation ciblées durant les grands événements impliquant les équipes de France de Handball.

## Identité visuelle (logo)[7]

Historique des logos France Cars
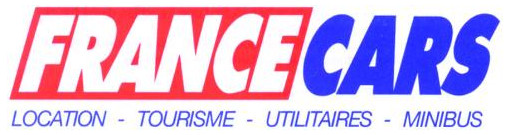
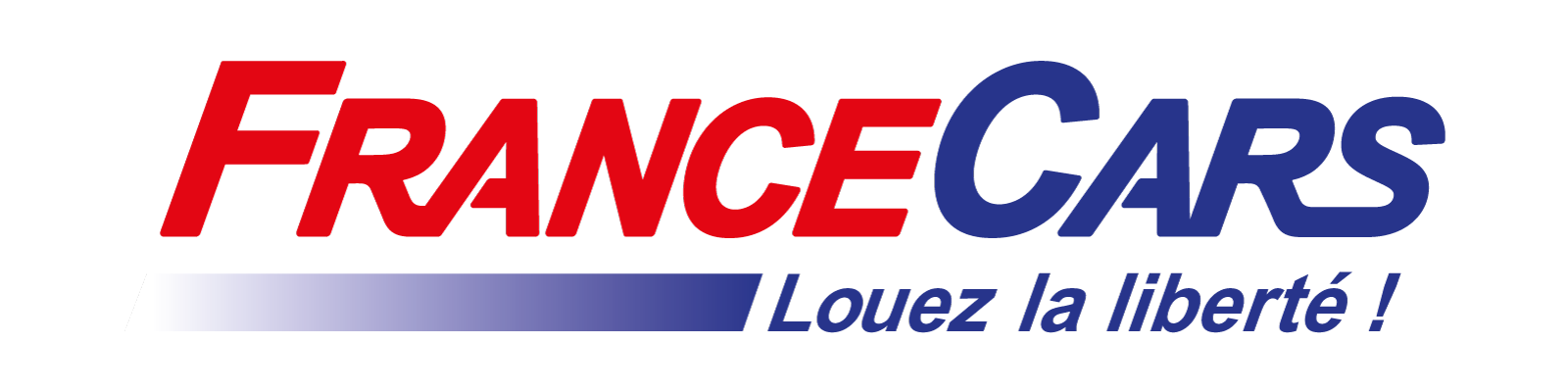

## Résultats financiers de France Cars
La société France Cars est immatriculée au nom AAA FRANCE CARS depuis le 1er juillet 1991.
Elle est dirigée depuis le 1er décembre 2021 par Laurent Sculier.
|                                             | 2018 | 2019 | 2020 | 2021 |
| ------------------------------------------- | ---- | ---- | ---- | ---- |
| Chiffre d'affaires en millions d'euros      | 102  | 110  | 78,9 | 84,6 |
| Résultat d'exploitation en millions d'euros | 11,3 | 13,4 | 4,95 | 8,53 |
| Résultat net en millions d'euros            | 8,58 | 4,6  | 5,69 | 5,63 |